# Browns Point Light
Browns Point Light je maják na Brownově mysu nedaleko města Tacoma v americkém státě Washington. Na místě byl nejprve postaven roku 1887 Carlem Leickem, nynější stavba byla vztyčena roku 1933 a automatizována roku 1963. Jak maják, tak nedaleká chata dozorce patří do Národního rejstříku historických míst. Historická společnost Points Northeast pronajímá dozorcovu chatu, jejíž nájemce pak slouží jako neplacený dozorce majáku a otevírá jej pro prohlídky každý čtvrtek a pátek odpoledne. Společnost rovněž v blízkosti majáku provozuje dvě muzea. Jedno, zvané Historické centrum, pořádá historické výstavy, druhé, zvané Lodní muzeum, obsahuje repliku surfového člunu a různých námořnických předmětů.